# 岩手銀河鐵道線
岩手銀河鐵道線（日语：／ Iwate-ginga-tetsudō sen */?）是一條連結岩手縣盛岡市的盛岡站與青森縣三戶郡三戶町的目時站，屬於第三部門鐵道IGR岩手銀河鐵道的鐵路線（第一種鐵道事業者）。另外，日本貨物鐵道（JR貨物）作为第二種鐵道事業者也会使用该段铁路。

## 概要
起初此線是東日本旅客鐵道（JR東日本）東北本線一部分，2002年（平成14年）12月1日東北新幹線盛岡站－八戶站間開業之際，JR東日本對並行在來線進行經營分離，因此盛岡－八戶間的路段被迫獨立運營，其中岩手縣成立IGR岩手銀河鐵道，青森縣則成立青森鐵道以繼承該路段運營。兩間公司的分界站設於青森縣的目時站，但目時站由青森縣政府管理，因此IGR擁有的路段，嚴格來說只有到目時車站站區南方之兩縣分界點而已。
雖然岩手銀河鐵道線早在2002年就已通車，但通車之後的岩手銀河鐵道線上之行車控制並沒有與JR東日本分離，而是由JR東日本盛岡綜合指令室（JR盛岡総合指令室）統一負責。一直到2010年（平成22年）12月11日，才完成自2008年時就開始的行車控制系統切換工程，轉移至IGR岩手銀河鐵道運輸管理所內運作。

### 路線資料
- 路段（營業距離）：盛岡－目時（82.0公里）[2]
- 軌距：1,067毫米（窄軌）
- 站數：18個（包舌起終點站）
目時站由青森縣管理，此路線岩手銀河鐵道管轄站只有17個[2]。
- 複線路段：全線複線
- 電氣化路段：全線（交流電20,000 V 50 Hz、高架電車線）
- 閉塞方式：複線自動閉塞式（CTC、附帶PRC（日语：自動進路制御装置））
- 運轉指令所（日语：運転指令所）：銀河指令
- 最高速度：100公里/小時[3]

## 運行形態

### 短途運輸
岩手銀河鐵道線所有列車都是普通列車且停靠所有車站，平峰時段以盛岡 - 瀧澤間約1小時2 - 3班列車、瀧澤- 岩手沼宮內間1小時1 - 2班列車、岩手沼宮內以北1 - 2小時1班列車的頻率運行。作為路線終點的目時站沒有始發終到列車，所有經過目時的列車都直通青森鐵道線至八戶站，盛岡 - 八戶間直通列車大約1 - 2小時1班列車，直通列車乘務工作完全由岩手銀河鐵道負責，即使在青森鐵道區間。過去盛岡 - 八戶間直通列車曾以毎小時1般的程度開行，但是2017年3月時刻表修改後刪減直通列車數量。
岩手銀河鐵道線多數列車在盛岡 - 岩手沼宮內區間運行，但通勤尖峰時段設有與JR東日本東北本線直通的列車，運行最远至東北本線北上站；另外JR東日本花輪線所有列车直通岩手銀河鐵道線至盛岡，每日上午1班上行从花輪線鹿角花輪始发，经过岩手銀河鐵道線，直通至東北本線日詰站。2010年12月3日以前曾有釜石始發，經釜石線、東北本線至好摩的列車，之後縮短至盛岡，不再進入岩手銀河鐵道線區間。另外2017年3月時刻表修改前還有直通八戶線的列車，但是自時刻表修改後，該列車的設定已廢除。

### 長途運輸
東北新幹線開通前作為東北本線的一部分，該區間有許多優等列車和貨物列車運行。第三部門化之後JR東日本廢除該區間的日間優等列車，但夜間寢台特急仍維持運行，直到北海道新幹線開業前的2016年3月20日，伴隨北海道新幹線開業，最後一班寢台特急上野 - 札幌的仙后座號列車停運。此後岩手銀河鐵道線長途運輸僅剩貨物列車，承擔本州與北海道物流幹線的地位。

## 使用車輛

### 使用中車輛

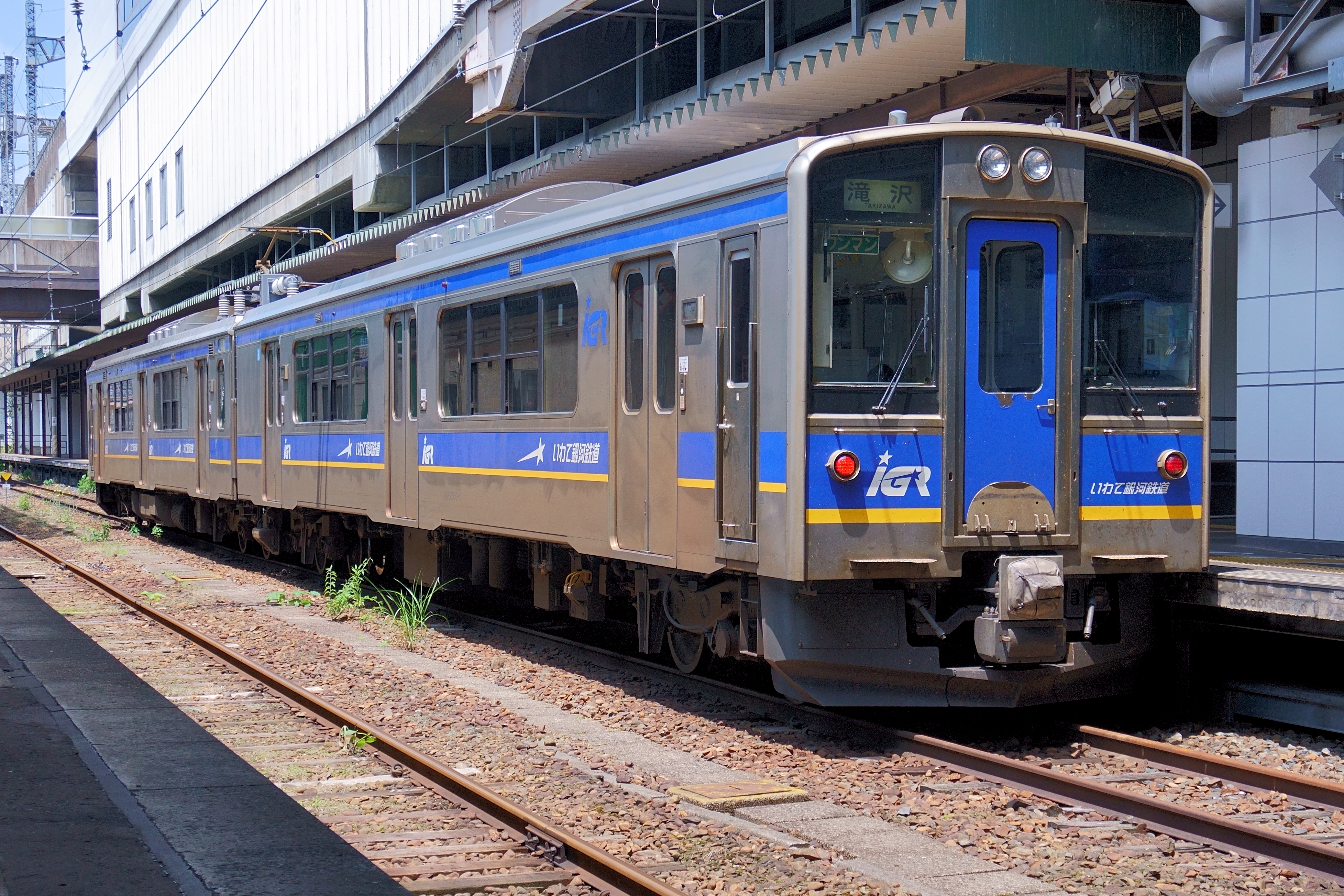
IGR7000系
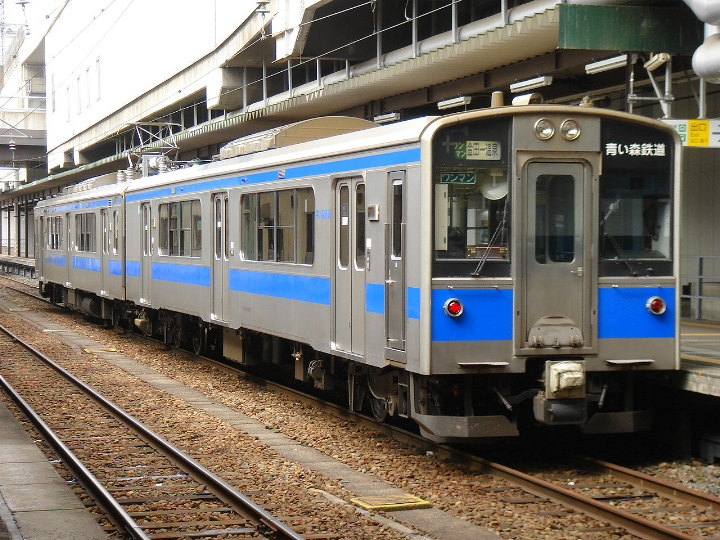
青森701系 (旧涂装)
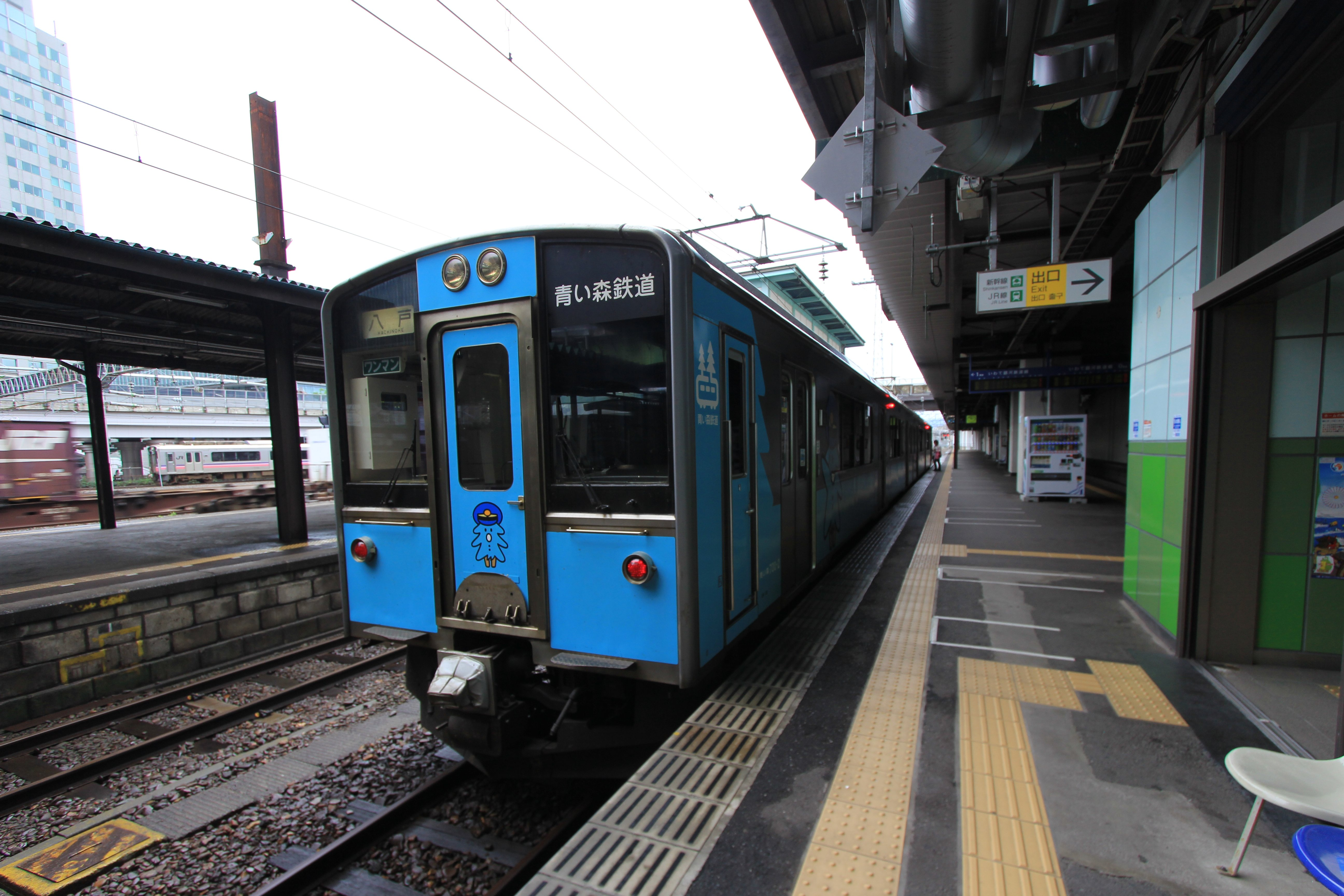
青森701系 (新涂装)

- IGR7000系：IGR岩手银河铁道所属，有2輛編成7組，共14輛。其中4組為JR東日本讓受 (0番台)，3組為新造車 (100番台)，2002年東北新幹線延长到八戶時開始使用，全线皆有运行，并直通青森鐵道線目時 - 八戶區間和JR東日本東北本線北上 - 盛岡區間。
- 青森701系：青森鐵道所属，全线皆有运行，担当直通青森鐵道線八戶站的列车。
- JR东日本701系：JR东日本所属，担当直通東北本線的列车，运行于盛岡 - 岩手沼宮內區間。
- JR東日本KiHa 100系：JR东日本所属，担当直通花輪線的列车，运行于盛岡 - 好摩區間。

### 退役车辆
- KiHa40系：JR东日本所属，担当直通八戶線的列车，运行于小鳥谷 - 目時区間，2017年3月時刻表修改後，該列車的設定已廢除。
- KiHa58系（日语：国鉄キハ58系気動車）、KiHa52型（日语：国鉄キハ20系気動車#キハ52形）：JR东日本所属，担当直通花輪線的列车，由KiHa_100系取代。
- 24系客車：JR东日本、JR北海道所属，担当寢台特急北斗星号的客车。
- E26系客車（日语：JR東日本E26系客車）：JR东日本所属，担当临时寢台特急仙后座號的客车。

## 車站列表
- ※：東京起計的累計營業距離，以國鐵、JR時代使用的為準
- 所有列車都是普通列車（停靠所有車站）

| 中文站名   | 日文站名 | 英文站名 | 站間營業距離 | 累計營業距離 | 東京起計的 營業距離※ | 接續路線、備註                                                         | 所在地              | 所在地              |
| ---------- | -------- | -------- | ------------ | ------------ | -------------------- | ---------------------------------------------------------------------- | ------------------- | ------------------- |
| 盛岡       |          |          | -            | 0.0          | 535.3                | 東日本旅客鐵道： 東北新幹線、秋田新幹線、■東北本線、■田澤湖線、■山田線 | 岩手縣              | 盛岡市              |
| 青山       |          |          | 3.2          | 3.2          | -                    | （IGR新設站）                                                          | 岩手縣              | 盛岡市              |
| 廚川       |          |          | 2.4          | 5.6          | 540.9                |                                                                        | 岩手縣              | 盛岡市              |
| 巢子       |          |          | 4.6          | 10.2         | -                    | （IGR新設站）                                                          | 岩手縣              | 瀧澤市              |
| 瀧澤       |          |          | 2.0          | 12.2         | 547.5                |                                                                        | 岩手縣              | 瀧澤市              |
| 澀民       |          |          | 4.4          | 16.6         | 551.9                |                                                                        | 岩手縣              | 盛岡市              |
| 好摩       |          |          | 4.7          | 21.3         | 556.6                | 東日本旅客鐵道：■花輪線                                                | 岩手縣              | 盛岡市              |
| 岩手川口   |          |          | 5.6          | 26.9         | 562.2                |                                                                        | 岩手縣              | 岩手郡 岩手町       |
| 岩手沼宮內 |          |          | 5.1          | 32.0         | 567.3                | 東日本旅客鐵道： 東北新幹線                                            | 岩手縣              | 岩手郡 岩手町       |
| 御堂       |          |          | 5.3          | 37.3         | 572.6                |                                                                        | 岩手縣              | 岩手郡 岩手町       |
| 奧中山高原 |          |          | 7.1          | 44.4         | 579.7                |                                                                        | 岩手縣              | 二戶郡 一戶町       |
| 小繫       |          |          | 7.8          | 52.2         | 587.5                |                                                                        | 岩手縣              | 二戶郡 一戶町       |
| 小鳥谷     |          |          | 7.6          | 59.8         | 595.1                |                                                                        | 岩手縣              | 二戶郡 一戶町       |
| 一戶       |          |          | 4.7          | 64.5         | 599.8                |                                                                        | 岩手縣              | 二戶郡 一戶町       |
| 二戶       |          |          | 6.3          | 70.8         | 606.1                | 東日本旅客鐵道： 東北新幹線                                            | 岩手縣              | 二戶市              |
| 斗米       |          |          | 2.9          | 73.7         | 609.0                |                                                                        | 岩手縣              | 二戶市              |
| 金田一溫泉 |          |          | 4.7          | 78.4         | 613.7                |                                                                        | 岩手縣              | 二戶市              |
| 目時       |          |          | 3.6          | 82.0         | 617.3                | 青森鐵道：■青森鐵道線                                                  | 青森縣 三戶郡三戶町 | 青森縣 三戶郡三戶町 |

### 來源
1. ↑  愛稱：十和田八幡平四季彩線

1. ↑   (PDF). IGR岩手銀河鐵道.   [2011年12月16日] （日语）.[永久]
2. 1 2  . IGRいわて銀河鉄道.   [2015-05-17]. （原始内容存档于2015-05-08） （日语）.
3. ↑  寺田裕一『改訂新版 データブック日本の私鉄』 - ネコ・パブリッシング （日語）
4. ↑  . 佐賀新聞. 2016-03-20  [2016-03-20]. （原始内容存档于2016-04-02） （日语）.
5. ↑  『日本鉄道旅行地図帳』2号 東北 （日語）